# Port lotniczy Mong Hsat
Port lotniczy Mong Hsat (IATA: MOG, ICAO: VYMS) – port lotniczy położony w Mong Hsat, w stanie Szan, w Birmie.